# Leptomyrmex lugubris
Leptomyrmex lugubris är en myrart som beskrevs av Wheeler 1934. Leptomyrmex lugubris ingår i släktet Leptomyrmex och familjen myror. Inga underarter finns listade i Catalogue of Life.

## Bildgalleri

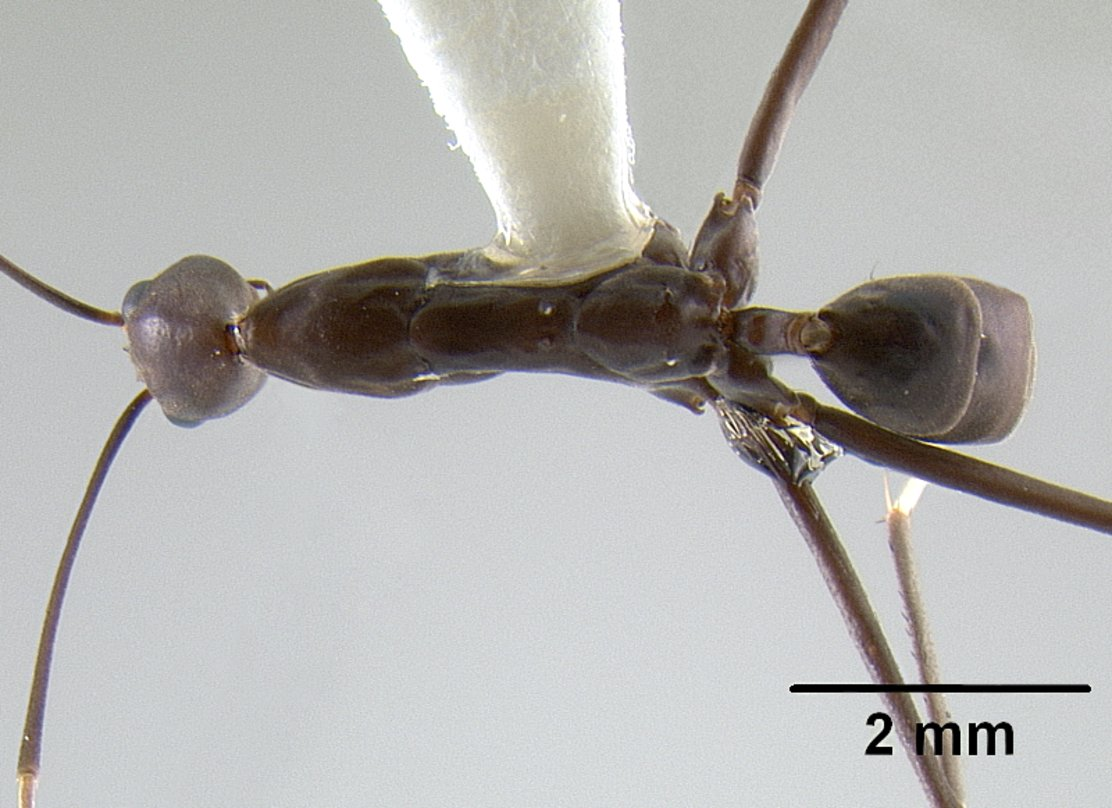
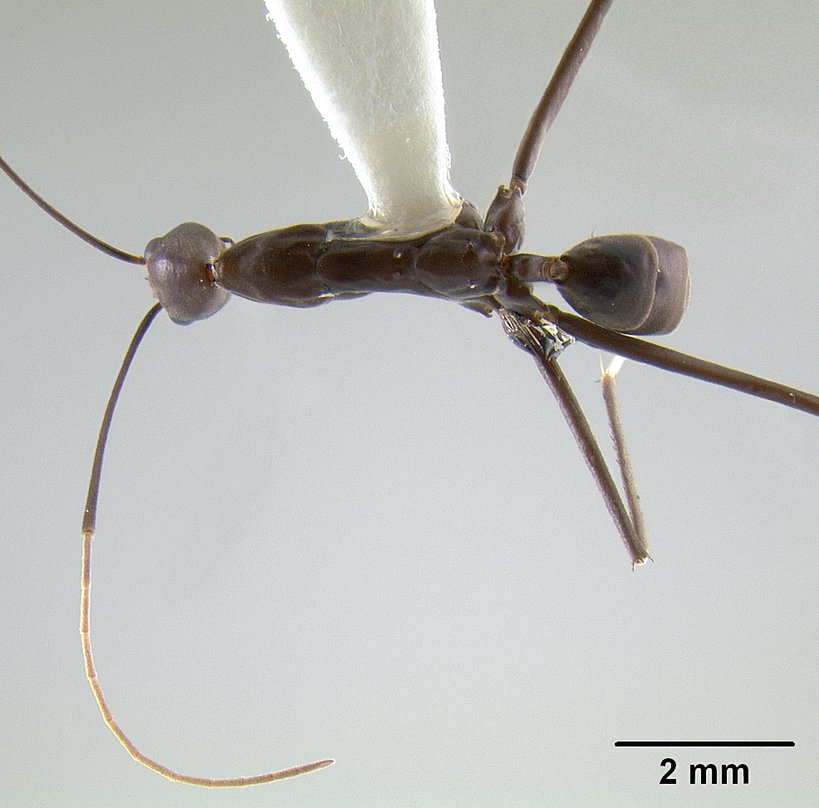
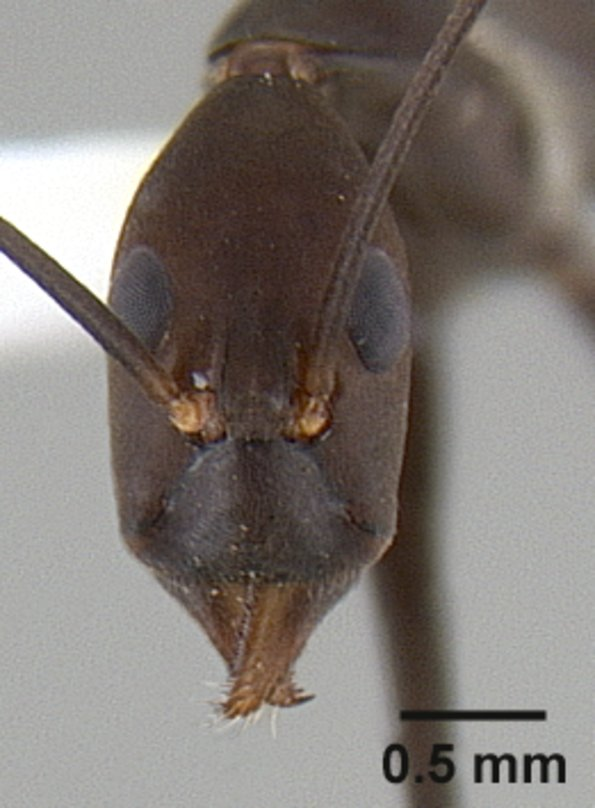
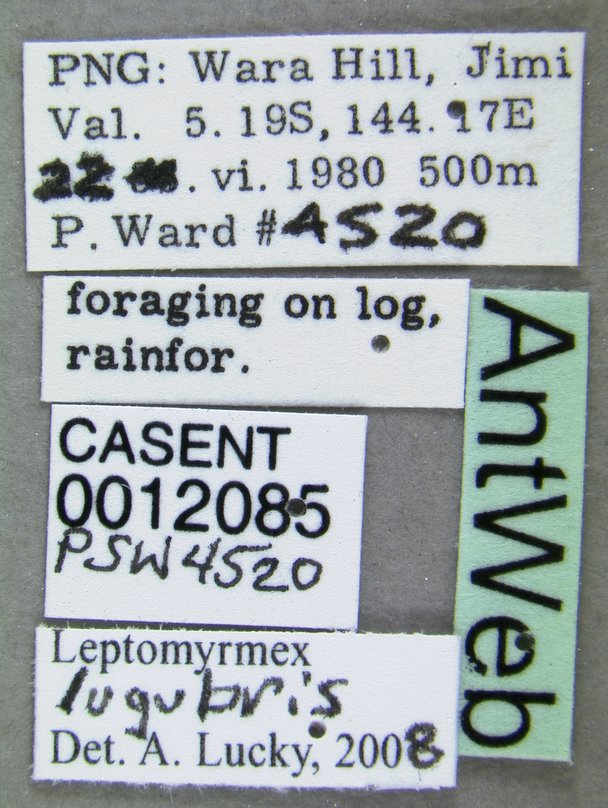
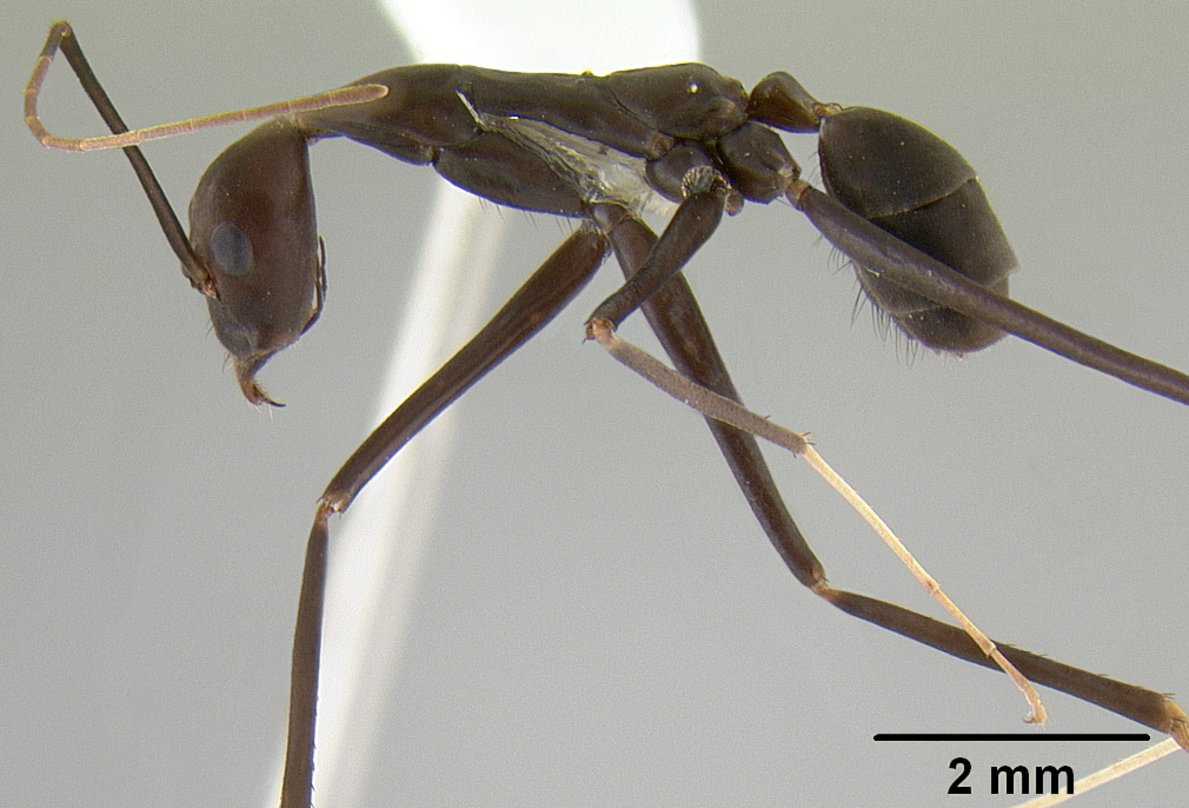
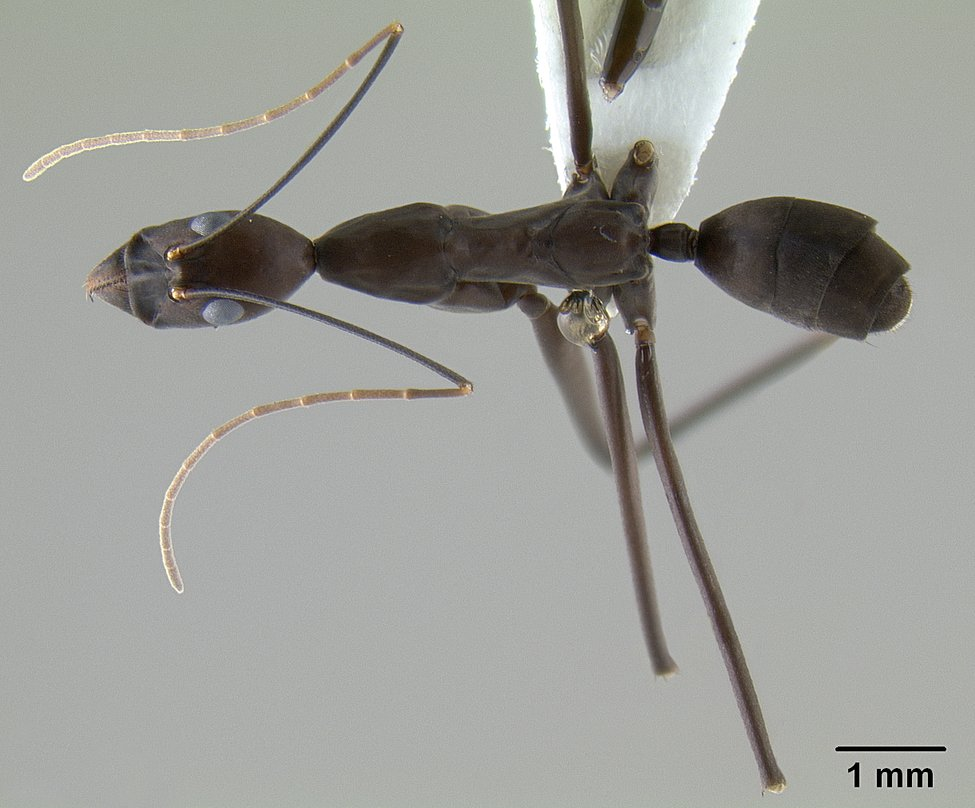